# Nouvelle Droite
La Nueva Derecha (Nouvelle Droite en francés), a veces abreviado con las iniciales ND, es un movimiento político de extrema derecha que surgió en Francia a finales de la década de 1960. La Nouvelle Droite está en el origen de la Nueva Derecha Europea (ND). Varios estudiosos de la ciencia política han afirmado que es una forma de fascismo o neofascismo, aunque el movimiento evita estos términos. Su líder fue Alain de Benoist, cuyo propósito era, según Pierre-André Taguieff, «rearmar intelectualmente la derecha en Francia» para hacer frente a la hegemonía cultural de la izquierda (en este sentido se calificaba de gramscismo de derecha porque el objetivo era ganar terreno al enemigo gradual y pacientemente).
La Nouvelle Droite comenzó con la formación del Groupement de recherche et d'études pour la civilisation européenne (GRECE; Grupo de Investigación y Estudios para la Civilización Europea), un grupo francés dirigido por De Benoist, en Niza en 1968. De Benoist y otros de los primeros miembros del GRECE habían participado durante mucho tiempo en la política de extrema derecha, y su nuevo movimiento estaba influenciado por antiguas corrientes de pensamiento derechista como el movimiento revolucionario conservador alemán. Aunque rechazaba las ideas de izquierda sobre la igualdad humana, la Nouvelle Droite también estaba muy influida por las tácticas de la Nueva Izquierda y algunas formas de marxismo. Las ideas socioculturales del marxista italiano Antonio Gramsci fueron especialmente influyentes, y los miembros de la ND se describían a sí mismos como los "gramscianos de la derecha". La ND alcanzó cierto nivel de respeto en el mainstream de Francia durante la década de 1970, aunque su reputación e influencia disminuyeron a raíz de la sostenida oposición antifascista liberal y de izquierdas. Los miembros de la Nouvelle Droite se unieron a varios partidos políticos, convirtiéndose en una influencia particularmente fuerte dentro del Frente Nacional francés de extrema derecha, mientras que las ideas de la ND también influyeron en los grupos de extrema derecha de otros lugares de Europa. En el siglo XXI, la ND ha influido en múltiples grupos de extrema derecha, como el movimiento identitario y formas de nacional-anarquismo.
La ND se opone al multiculturalismo y a la mezcla de diferentes culturas dentro de una misma sociedad, se opone a la democracia liberal y al capitalismo, y promueve formas localizadas de lo que denomina "democracia orgánica", con la intención de desarraigar los elementos de la oligarquía. Impulsa un método "arqueofuturista" o un tipo de "conservador revolucionario" para la revitalización de la identidad y la cultura paneuropeas, al tiempo que fomenta la preservación de ciertas regiones en las que pueden residir los europeos y sus descendientes caucásicos. Al mismo tiempo, intenta sostener la protección de la variedad de etnias e identidades en todo el mundo, defendiendo el derecho de cada grupo de pueblos a mantener sus propias tierras y regiones que ocupar. Para lograr sus objetivos, la ND promueve lo que denomina "metapolítica", tratando de influir y cambiar la cultura europea de manera que simpatice con su causa durante un largo periodo de tiempo, en lugar de hacer campaña activamente por los cargos a través de los partidos políticos.

## Nouvelle Droite
Tras el final de la Segunda Guerra Mundial y la caída del régimen de Vichy, la extrema derecha francesa pasó a la clandestinidad. Resurgió como fuerza capaz de presentarse a las elecciones a mediados de los años 50, cuando algunos activistas de extrema derecha volvieron con éxito a la escena pública a través del movimiento poujadista. En las dos décadas siguientes, el movimiento de extrema derecha del país se agrupó en torno a la causa del Imperio francés, oponiéndose a los movimientos de descolonización que ganaban fuerza en Indochina y Argelia. En este contexto se formaron varios grupos paramilitares de extrema derecha, como la Organización del Ejército Secreto (Organisation armée secrète - OAS) y el Ejército Revolucionario (Armée Révolutionnaire - AR). Adoptando otro enfoque, varios intelectuales de extrema derecha decidieron que intentarían hacer más respetables socialmente muchas de sus ideas mediante la creación del Grupo de Investigación y Estudio para la Civilización Europea (GRECE). El acrónimo significa "Grecia" en francés, y la organización ha hecho hincapié en los valores paganos de la antigua Grecia.
El GRECE se fundó en la ciudad de Niza, en el sur de Francia, en enero de 1968, poco antes de los acontecimientos de mayo de 1968 en Francia. Inicialmente contaba con cuarenta miembros,[6] entre los que destacaban Alain de Benoist, Pierre Vial, Jean-Claude Valla, Dominique Venner, Jacques Bruyas y Jean-Jacques Mourreau. El politólogo Tamir Bar-On ha afirmado que "la evolución intelectual tanto del GRECE como de los principales intelectuales de ND se sitúa definitivamente en el entorno de la derecha revolucionaria". El GRECE ha sido descrito como una "alternativa lógica" para aquellos "jóvenes militantes nacionalistas franceses", dada la disolución del grupo Jeune Nation en 1958, el colapso de la OAS en 1962 y la derrota de la Agrupación Europea por la Libertad en las elecciones legislativas de 1967. Estos jóvenes radicales eran ultranacionalistas y anticomunistas, y centraban sus creencias en torno a la defensa de la sociedad occidental, el racismo científico y la eugenesia. Se oponían a la migración de los pueblos no blancos de las antiguas colonias francesas a la propia Francia, lo que les llevó a adoptar perspectivas anticoloniales y antiimperialistas.
De Benoist llegó a ser considerado el "líder indiscutible" de la Nouvelle Droite y su "portavoz más autorizado". Anteriormente había sido miembro de la ultranacionalista Fédération des Étudiants Nationalistes y había colaborado con la revista racialista Europe-Action, ambas caracterizadas por reflejar las ideas de la ND en su "forma embrionaria". El GRECE heredó una serie de temas clave de Europe-Action, entre ellos "la postura anticristiana, un marcado elitismo, la noción racial de una Europa unida, las semillas de un cambio de definiciones biológicas a culturales de la "diferencia" y la inversión sofisticada de términos como racismo y antirracismo". De Benoit también recibió la influencia del movimiento revolucionario conservador de la Alemania de entreguerras -que incluía a pensadores como Ernst Jünger, Arthur Moeller van den Bruck y Oswald Spengler- y en la década de 1970 la ND contribuyó a promover un interés renovado por estos revolucionarios conservadores.
El GRECE difundió un documento interno en el que instaba a sus miembros a no emplear un "lenguaje anticuado" que pudiera asociar al grupo con los antiguos sectores fascistas de la extrema derecha. También instaba a sus miembros a relacionarse con algunos de los responsables más importantes de Francia y Europa, para sentar mejor las bases de sus objetivos. El GRECE no siguió siendo un movimiento intelectual homogéneo, sino que contenía perspectivas diferentes y a veces conflictivas. La ND aprendió de los disturbios de 1968, así como del movimiento más amplio de la Nueva Izquierda de esa década, adoptando la idea de que la promoción de las ideas culturales es una condición previa para el cambio político De Benoist observó que la izquierda francesa no había sido elegida para ocupar cargos públicos desde el final de la Segunda Guerra Mundial, pero que, no obstante, las ideas de izquierda habían ganado una considerable tracción en la sociedad francesa, especialmente entre los intelectuales. De Benoist pretendía cambiar los valores y los supuestos de la sociedad francesa de forma similar, modificando la ideología predominante sin necesidad de obtener victorias electorales.

## Shin-uyoku
Minzoku-ha (民族派, lit. "grupos nacionalistas étnicos") o Nueva Derecha (新右翼, shin-uyoku) es una movimiento social etnonacionalista japonés que surgió después de la posguerra en Japón.
Se sabe que la shin-uyoku son antiamericanos (反米保守) más que los demás ultraconservadores y nacionalistas japoneses. Se originó entre los movimientos estudiantiles de extrema derecha en los años 1960 y 1970, muchos de los cuales eran seguidores de Yukio Mishima.
En el Japón de posguerra, los neoliberales priorizaron el anticomunismo (反共主義) sobre el nacionalismo étnico japonés (民族主義) en el contexto de la Guerra Fría;  Sin embargo, la shin-uyoku criticaba el atlantismo de los neoliberales y el resto de liberales conservadores. La shin-uyoku creció influenciado por el ultranacionalismo del anterior mencionado Yukio Mishima y su Tatenokai.

## Ideología
La mayoría de los politólogos sitúan a la ND en la extrema derecha del espectro político. Varios críticos liberales y de izquierdas la han descrito como una forma nueva o aséptica de neofascismo o como una ideología de extrema derecha que se inspira significativamente en el fascismo. El politólogo y especialista en el fascismo Roger Griffin está de acuerdo, argumentando que la ND presenta lo que él considera los dos aspectos definitorios del fascismo: un ultranacionalismo populista y un llamamiento al renacimiento nacional (palingenesia). McCulloch cree que la ND tenía un "carácter claramente fascista-revitalista", en parte por su constante referencia a ideólogos de derecha anteriores, como los revolucionarios conservadores alemanes y figuras francesas como Robert Brasillach, Georges Valois, Pierre Drieu La Rochelle y Thierry Maulnier. La Nouvelle Droite también ha venerado al pensador italiano de extrema derecha Julius Evola, que sigue siendo un potente símbolo en el movimiento. En 1981, el equipo editorial de la revista ND Éléments escribió que "sin compartir todas sus opiniones y todos sus análisis, los redactores de Éléments están de acuerdo en reconocer en él a uno de los observadores más lúcidos y perspicaces de nuestro tiempo".
McCulloch vio paralelismos en el deseo de la ND de tener sociedades europeas étnica y culturalmente homogéneas, su hostilidad al igualitarismo y a la modernidad universalista, y su llamamiento a un renacimiento cultural. La ND rechaza las etiquetas de "fascismo" y "extrema derecha". El propio De Benoist se describió así mismo como neofascista, aunque ha rechazado la etiqueta de "fascista", afirmando que sólo ha sido utilizada por sus críticos "con el único propósito de deslegitimar o desacreditar" sus ideas. Los miembros de la ND han argumentado que su crítica al capitalismo y a la democracia liberal son diferentes de las críticas articuladas por el nazismo y las antiguas formas de fascismo y extrema derecha.
El historiador italiano Steven Forti enumera las principales ideas de la Nouvelle Droite:

La ruptura con la tradición católica; la denuncia de la herencia judeo-cristiana; el antiigualitarismo; la crítica al economicismo, la visión mercantil del mundo y el individualismo liberal convertido en el enemigo principal; la superación del nacionalismo integral de origen maurassiano con un neonacionalismo indoeuropeo, y el etnodiferencialismo...